# Ćwiczenia stylistyczne
Ćwiczenia stylistyczne (fr. Exercices de style) – książka francuskiego pisarza Raymonda Queneau będąca zbiorem 99 opowieści tej samej historii, z których każda napisana jest w innym stylu. Narrator wsiada do autobusu „S” (obecnie nr 84) w Paryżu, stając się świadkiem sprzeczki między mężczyzną z długą szyją w kapeluszu, ubranym ekstrawagancko a innym pasażerem, a następnie widzi tego samego mężczyznę w kapeluszu dwie godziny później na dworcu Gare Saint-Lazare, który otrzymuje radę od kolegi, jak dodać guzik do swojego płaszcza.
Książka "Ćwiczenia stylistyczne" jest uważana za eksperyment literacki, ponieważ najważniejsza jest tutaj nie fabuła, a język i forma. Przez długi czas była uważana za książkę, której nie da się przetłumaczyć z francuskiego na jakikolwiek inny język. Dopiero w 2005 roku "Ćwiczenia stylistyczne" zostały wydane w języku polskim, tłumaczem jej jest polski eseista i krytyk literacki Jan Gondowicz. W 2006 roku za owe tłumaczenie Gondowicz dostał nagrodę "Literatury na Świecie".
W tej chwili książka jest przetłumaczona na 35 języków.

Sprawozdawczo:
W esce, godzina szczytu. Typek na oko dwudziestosześcioletni, flaczasty kapelusz o wstążce zastąpionej tasiemką, szyja przydługa, jakby nadciągnięta wzwyż. Ludzie wychodzą. Typ, o którym mowa, wścieka się na sąsiada. Zarzuca mu, że go potrąca, ilekroć ktoś przechodzi. Placzliwy ton, który chce być przykry. Widząc wolne miejsce, rzuca się do przodu.
Dwie godziny później spotykam go na Cour de Rome, przed dworcem Saint-Lazare. Jest z kolegą, który mówi: "Powinieneś zafundować sobie przy płaszczu dodatkowy guzik". Pokazuje mu gdzie (przy wycięciu) i dlaczego.